# Hanauer Hütte
Die Hanauer Hütte ist eine Alpenvereinshütte der Sektion Hanau des Deutschen Alpenvereines in den Lechtaler Alpen in Österreich. Die 1897 erbaute Hanauer Hütte liegt auf 1922 m ü. A. am Ende des Angerletals oberhalb von Boden bei Bschlabs, Bezirk Reutte, Bundesland Tirol in Österreich.

## Geschichte
Bereits ein Jahr nach der Gründung der Sektion Hanau des Deutschen und Österreichischen Alpenvereins (DuOeAV) am 14. Dezember 1893 beschloss die Außerordentliche Generalversammlung am 2. Oktober 1894 den Bau einer Hütte auf dem Parzinnbühl. Obwohl die Hütte bereits 1896 Fertiggestellt wurde, konnte das Einweihungsfest erst am 19. Juli 1897 stattfinden. Die Hütte war zum damaligen Zeitpunkt 6 × 6,5 m groß, verfügte über ein Herrenschlafzimmer für 5–6 Personen, einen Damenschlafraum für 3–4 Personen sowie ein Heulager im Dachbereich für Bergführer und Landleute.
1906 wurde auf der Generalversammlung eine Erweiterung beschlossen, welche am 20. Juli 1909 eingeweiht wurde. Die Hütte hatte nun 4 Zweibettzimmer und ein Matratzenlager für 20 Personen. Ebenso wurde die Hütte nun dauerhaft bewirtschaftet.
1913 wurde der Bau eines Kuhstalles und Holzlagers genehmigt, allerdings konnte der Bau erst nach dem Ersten Weltkrieg im Jahr 1920 fertiggestellt werden.
1921 wurde ein weiterer Ausbau für 45.000 Mark beschlossen. Allerdings wurde am 18. Dezember 1923 auf der Mitgliederversammlung bekannt gegeben, dass aufgrund der Inflation der Bau unmöglich wurde. Zwei Jahre später konnte 1925 bekannt gegeben werden, dass die Inflation vorüber ist und für 65.000 Mark die Hütte endlich erweitert wird. Bereits am 30. Juli 1926 konnte die Erweiterung abgeschlossen werden.
1963 konnte die Materialseilbahn in Betrieb genommen werden, deren Bau 2 Jahre dauerte und 45.025 DM kostete.
Am 23. September 1973 konnte wieder ein Erweiterungsbau eingeweiht werden, nun hatte die Hütte 113 Schlafplätze.
Zwischen 1975 und 1979 wurde die Hütte grundlegend saniert, unter anderem: Neubau der Abwasserkläranlage, aus dem ehemaligen Stall wurde ein Winterraum, mehrere Matratzenlager wurden eingebaut, Wärmededämmung, Ausbau Pächterwohnung, Ausbau Tagungsräume. Nun hatte die Hütte insgesamt 123 Schlafplätze. Die Einweihung fand am 27. September 1979 statt.

## Zugänge
- von Boden (Gemeinde Pfafflar) durch das Angerletal, 2 Stunden
- von Gramais über den Uhde-Bernays-Weg, 4,5 Stunden

## Nachbarhütten und Übergänge
- Steinseehütte entweder über die vordere oder die hintere Dremelscharte, 2½ bzw. 3½ Stunden. Beide Übergänge erfolgen über längere lockere Schutthänge und erfordern Trittsicherheit.
- Muttekopfhütte über Galtseitenjoch und Muttekopfscharte, 6 Stunden
- Anhalter Hütte durch das Angerletal, das Hahntenntal (Wanderweg parallel zur Fahrstraße) und das Steinjöchl, 3½ Stunden
- Memminger Hütte über Gufelseejöchl, Vorderes Gufeljöchl, Mintschejöchl, Alblitjöchl, Streichgampenjöchl und Oberlahmsjöchl, 9 Stunden
- Württemberger Haus über Gufelseejöchl, Vorderes Gufeljöchl, Bittrichsee und Bittrichscharte, 6 Stunden

## Gipfel
- Kogelseespitze (2647 m), markierter Steig, ca. 2 Stunden
- Dremelspitze (2741 m), Normalweg (markiert) Schwierigkeitsgrad II, weitere Anstiege bis VI
- Große Schlenkerspitze (2831 m), Normalweg II-III
- Reichspitze (2590 m), Normalweg (markiert, seit 2004 Klettersteig-"ähnlich" versichert) Schwierigkeitsgrad II
- Südwestlicher Parzinnturm (2590 m), über die Südflanke Schwierigkeitsgrad I, weitere Kletterrouten bis III
- Nordöstlicher Parzinnturm (2582 m), Westflanke Schwierigkeitsgrad I, weitere Touren III bis IV
- Spiehlerturm (ca. 2550 m), beliebter Kletterzacken, Normalanstieg Schwierigkeitsgrad III+, ausgesetzt, weitere Routen bis V+
- Schneekarlespitze (2647 m), Normalweg Schwierigkeitsgrad II+, viele weitere Routen im Bereich IV bis V
- Parzinnspitze (2613 m), Normalweg über den Südgrat Schwierigkeitsgrad II+, weitere Anstiege bis V-

## Klettersteige
Unweit der Hanauer Hütte startet der Hüttenklettersteig in einer D (4 Stunden) sowie einer B/C (1 Stunde) Variante, bei derer das Ende direkt an der Hütte liegt.

## Karten
- Alpenvereinskarte 3/4 Lechtaler Alpen – Heiterwand und Muttekopfgebiet (1:25.000)
- Alpenvereinskarte 3/3 Lechtaler Alpen – Parseierspitze (Region östlich der Hanauer Hütte) (1:25.000)